# Ross Stewart
Ross Cameron Stewart (Irvine, 11 luglio 1996) è un calciatore scozzese, attaccante del Southampton.

## Carriera

### Club
Ha giocato nella massima serie scozzese con il Ross County.

#### Sunderland
Il 31 gennaio 2021 firma un contratto di due anni e mezzo con il Sunderland, club inglese di League one. Il 17 marzo seguente firma il suo debutto con i Black Cats segnando il primo gol nella vittoria esterna per 0-2 contro l'Accrington. Termina la sua prima stagione con 13 presenze e 3 reti, giocando la maggior parte delle partite da subentrato, con il Sunderland che fallisce la promozione in Championship, perdendo ai play-off contro il Lincoln City.
Con la cessione di Charlie Wyke al Wigan, la stagione seguente diventa la prima scelta in attacco da parte dell'allenatore Lee Johnson. Apre la nuova stagione con un gol e un assist nella prima partita di campionato proprio contro il Wigan. Il 28 agosto successivo realizza la sua prima doppietta in maglia biancorossa, decisiva nella vittoria per 3-1 contro il Wycombe Wanderes e qualche mese più tardi mette a segno anche la sua prima tripletta, nella sonora vittoria per 5-0 contro lo Sheffield Wednesday. Anche grazie ai suoi gol (ben 24), il Sunderland chiude la regular-season al quinto posto, garantendosi l'accesso ai play-off. Dopo aver battuto lo Sheffield nella doppia semifinale; il 21 maggio 2022 i Black Cats conquistano dopo quattro anni la promozione in Championship, vincendo contro il Wycombe a Wembley, con Stewart che realizza il definitivo 2-0. Conclude la sua seconda stagione in terra inglese, con ben 26 reti in 53 presenze tra tutte le competizioni e da miglior marcatore della League One, a pari merito di Keane.

### Nazionale
Il 21 marzo 2022 riceva la sua prima convocazione in nazionale maggiore, finendo in panchina nella gara pareggiata 1-1 contro la Polonia. L'8 giugno seguente esordisce con la Scozia nel successo per 2-0 contro l'Armenia.

## Statistiche

### Presenze e reti nei club
Statistiche aggiornate al 21 maggio 2022.
| Stagione           | Squadra            | Campionato         | Campionato | Campionato | Coppe nazionali | Coppe nazionali | Coppe nazionali | Coppe continentali | Coppe continentali | Coppe continentali | Altre coppe | Altre coppe | Altre coppe | Totale | Totale |
| Stagione           | Squadra            | Comp               | Pres       | Reti       | Comp            | Pres            | Reti            | Comp               | Pres               | Reti               | Comp        | Pres        | Reti        | Pres   | Reti   |
| ------------------ | ------------------ | ------------------ | ---------- | ---------- | --------------- | --------------- | --------------- | ------------------ | ------------------ | ------------------ | ----------- | ----------- | ----------- | ------ | ------ |
| 2016-2017          | Albion Rovers      | SL1                | 9          | 4          | CS+CdL          | 2+3             | 0               | -                  | -                  | -                  | SCC         | 2           | 0           | 16     | 4      |
| lug.-dic. 2017     | St. Mirren         | SC                 | 9          | 0          | CS+CdL          | 1+4             | 0+1             | -                  | -                  | -                  | SCC         | 3           | 1           | 17     | 2      |
| dic. 2017-2018     | Alloa Athletic     | SL1                | 19+4       | 7+3        | -               | -               | -               | -                  | -                  | -                  | -           | -           | -           | 23     | 10     |
| lug.-ago. 2018     | St. Mirren         | SC                 | 1          | 0          | CdL             | 3               | 1               | -                  | -                  | -                  | -           | -           | -           | 4      | 1      |
| Totale St. Mirren  | Totale St. Mirren  | Totale St. Mirren  | 10         | 0          |                 | 8               | 2               |                    | -                  | -                  |             | 3           | 1           | 21     | 3      |
| ago. 2018-2019     | Ross County        | SC                 | 23         | 6          | CS              | 3               | 2               | -                  | -                  | -                  | SCC         | 6           | 3           | 32     | 11     |
| 2019-2020          | Ross County        | SP                 | 21         | 7          | CS+CdL          | 0+5             | 0+4             | -                  | -                  | -                  | -           | -           | -           | 26     | 11     |
| 2020-gen. 2021     | Ross County        | SP                 | 19         | 2          | CdL             | 5               | 4               | -                  | -                  | -                  | -           | -           | -           | 24     | 6      |
| Totale Ross County | Totale Ross County | Totale Ross County | 63         | 15         |                 | 13              | 10              |                    | -                  | -                  | -           | 6           | 3           | 82     | 28     |
| gen.-giu. 2021     | Sunderland         | FL1                | 11+1       | 2+1        | -               | -               | -               | -                  | -                  | -                  | -           | -           | -           | 12     | 3      |
| 2021-2022          | Sunderland         | FL1                | 46+3       | 24+2       | FACup+CdL       | 0+4             | 0               | -                  | -                  | -                  | -           | -           | -           | 12     | 3      |
| Totale Sunderland  | Totale Sunderland  | Totale Sunderland  | 57+4       | 26+3       |                 | 4               | 0               |                    | -                  | -                  | -           | -           | -           | 65     | 29     |
| Totale carriera    | Totale carriera    | Totale carriera    | 158+8      | 52+6       |                 | 30              | 12              |                    | -                  | -                  |             | 11          | 4           | 207    | 74     |

### Cronologia presenze e reti in nazionale
| Cronologia completa delle presenze e delle reti in nazionale ― Scozia | Cronologia completa delle presenze e delle reti in nazionale ― Scozia | Cronologia completa delle presenze e delle reti in nazionale ― Scozia | Cronologia completa delle presenze e delle reti in nazionale ― Scozia | Cronologia completa delle presenze e delle reti in nazionale ― Scozia | Cronologia completa delle presenze e delle reti in nazionale ― Scozia | Cronologia completa delle presenze e delle reti in nazionale ― Scozia | Cronologia completa delle presenze e delle reti in nazionale ― Scozia |
| Data                                                                  | Città                                                                 | In casa                                                               | Risultato                                                             | Ospiti                                                                | Competizione                                                          | Reti                                                                  | Note                                                                  |
| --------------------------------------------------------------------- | --------------------------------------------------------------------- | --------------------------------------------------------------------- | --------------------------------------------------------------------- | --------------------------------------------------------------------- | --------------------------------------------------------------------- | --------------------------------------------------------------------- | --------------------------------------------------------------------- |
| 8-6-2022                                                              | Glasgow                                                               | Scozia                                                                | 2 – 0                                                                 | Armenia                                                               | UEFA Nations League 2022-2023 - 1º turno                              | -                                                                     | 86’                                                                   |
| 11-6-2022                                                             | Dublino                                                               | Irlanda                                                               | 3 – 0                                                                 | Scozia                                                                | UEFA Nations League 2022-2023 - 1º turno                              | -                                                                     | 59’                                                                   |
| Totale                                                                |                                                                       | Presenze                                                              | 2                                                                     |                                                                       | Reti                                                                  | 0                                                                     |                                                                       |

## Palmarès

### Club

#### Competizioni nazionali
- Scottish Championship: 1

Ross County: 2018-2019
- Scottish Challenge Cup: 1

Ross County: 2018-2019
- Football League Trophy: 1

Sunderland: 2020-2021